# Aline dos Santos
Aline dos Santos, född 5 maj 1985, är en friidrottare från Brasilien. Hon deltog vid olympiska sommarspelen 2012.